# 尼古拉·卢尼科夫
尼古拉·米特罗法诺维奇·卢尼科夫（俄语：Николай Митрофанович Луньков，1919年1月7日—2021年1月26日），苏联外交官，曾任驻意大利大使。

## 生平
1919年1月7日出生。1940年加入联共（布）。1944年毕业于联共（布）中央高级党校。1946年至1949年，担任苏联驻瑞士代表处一秘。1951年至1952年，担任苏联外交部长维辛斯基的助理。1954年至1957年，担任苏联驻瑞典大使馆参赞。1957年，担任苏联外交部国际组织司副司长。1957年至1959年，担任苏联外交部第三欧洲司副司长。1959年至1962年，担任苏联外交部斯堪的纳维亚国家司司长。1962年至1968年，担任苏联驻挪威大使。1968年至1971年，担任苏联外交部对外文化关系司司长。1971年至1973年，担任苏联外交部第二欧洲司司长。1973年至1980年，担任苏联驻英国大使，兼驻马耳他。1980年至1990年，担任苏联驻意大利大使。1981年至1990年，苏共中央候补委员。苏联解体后，担任俄罗斯联邦外交部顾问。2021年1月26日逝世。